# El Mundo del Plan B: Los Que la Montan
El Mundo del Plan B: Los Que la Montan è il primo album compilazione del gruppo musicale portoricano Plan B, pubblicato il 17 ottobre 2002.

## Tracce
1. Intro - El Duo Del Sex
2. Mencionando Tu Nombre
3. Yo La Tuve (feat. Great Kilo)
4. No Voy A Esperar Por Ti
5. Dos Gatas (feat. Guelo Star)
6. Me La Explota (feat. Daddy Yankee)
7. Hey You Girl
8. Lento Muévete (feat. Blade Pacino, Dalmata)
9. Gritarás (feat. Speedy)
10. El Caballo (feat. Ñejo)
11. Tumba El Guille (feat. Shaka & Benny)
12. Yal Yal Yal (feat. Rey Pirin)
13. Hora de Perrear
14. La Danza Bellaca (feat. DJ Blass)
15. Mixeo - El Duo Del Sex